# Brilej
Brilej je priimek v Sloveniji, ki ga je po podatkih Statističnega urada Republike Slovenije na dan 1. januarja 2010 uporabljo 176 oseb in je med vsemi priimki po pogostosti uporabe uvrščen na 2.483. mesto.

## Znani nosilci priimka
- Alojz Brilej - Brk
- Arnošt Brilej (1891—1953), pravnik, planinski organizator in pisec
- Ivanka Us (r. Brilej) (1936—2022), agronomka
- Jože Brilej - Bolko (1910—1981), pravnik, politik in diplomat
- Jože Brilej (1926—2015), učitelj, pedagog
- Marta Brilej (r. Guček) (1917—2016), diplomatka, žena Jožeta Brileja
- Martin Brilej (1940—2011), krajevni zgodovinar, športni (rokometni) in društveni delavec, publicist, zbiralec